# 聖安托尼奧區 (聖馬丁省)
6°25′15″S 76°24′24″W / 6.4207°S 76.4068°W
聖安托尼奧區（西班牙語：Distrito de San Antonio），是秘魯的一個區，位於該國中北部聖馬丁大區的聖馬丁省，始建於1932年10月31日，面積93平方公里，海拔高度500米，2005年人口1,489，人口密度每平方公里16人。